# Presa di Gibilterra
La presa di Gibilterra (nota anche come assedio di Gibilterra) ebbe luogo nel corso della guerra di successione spagnola, dal 1 al 3 agosto 1704, presso la Rocca di Gibilterra. Dall'inizio della guerra, la Grande Alleanza aveva cercato un porto nella Penisola iberica per controllare lo Stretto di Gibilterra e facilitare quindi le operazioni navali contro la flotta francese nel Mediterraneo occidentale. Un tentativo di assediare Cadice si era concluso con un fallimento nel settembre del 1702, ma dopo la vittoria della flotta dell'Alleanza presso la Baia di Vigo nell'ottobre di quell'anno, le flotte combinate delle potenze marittime (Paesi Bassi e Inghilterra) erano riuscite ad emergere come forza navale dominante nella regione. Questo fatto aiutò a persuadere re Pietro II del Portogallo a staccarsi dall'alleanza con la Francia e la Spagna controllata dai Borboni, alleandosi con la Grande Alleanza nel 1703. Avendo ora accesso al porto portoghese di Lisbona, le flotte dell'alleanza potevano condurre delle campagne nel Mediterraneo in supporto del candidato asburgico a trono spagnolo, l'arciduca Carlo d'Asburgo, che i sostenitori avevano già designato come Carlo III di Spagna.
Il principe Giorgio d'Assia-Darmstadt rappresentò la causa degli Asburgo nella regione. Nel giugno del 1704 il principe e l'ammiraglio inglese George Rooke, comandante della flotta della Grande Alleanza, non riuscirono a prendere Barcellona in nome di Carlo III; Rooke successivamente evase la pressione degli alleati per fare un ulteriore tentativo a Cadice. Per compensarsi quasi dello smacco subito, i comandanti alleati si risolsero a catturare Gibilterra, un piccolo villaggio a sud della costa spagnola. Dopo un pesante bombardamento il villaggio venne invaso dai marines inglesi ed olandesi e da un folto numero di marinai inglesi. Il governatore locale, Diego de Salinas, si accordò per la resa della rocca e della sua piccola guarnigione il 3 agosto. Tre giorni dopo il principe Giorgio entrò in città con le truppe austriache e spagnole fedeli alla causa degli Asburgo, proclamandone il possesso in nome di Carlo III. Ad ogni modo, la Grande Alleanza fallì nel suo obbiettivo di rimpiazzare Filippo V con Carlo III come re di Spagna, ma nei negoziati di pace finali, Gibilterra venne ceduta alla Gran Bretagna che aveva avuto grande peso in questo scontro.

## Antefatto
All'inizio della guerra di successione spagnola, il Portogallo era nominalmente alleato della casata dei Borboni, della Francia sotto Luigi XIV e della Spagna sotto Filippo V. Anche se non impegnato direttamente nei combattimenti, i porti del Portogallo rimasero chiusi ai nemici dei Borboni – principalmente agli inglesi ed agli olandesi. Ad ogni modo, a seguito della vittoria navale anglo-olandese alla Baia di Vigo nel 1702 il bilancio delle forze navale iniziò a propendere in favore della Grande Alleanza. Avendo ora odo di tagliare i rifornimenti al Portogallo ed il commercio (in particolare di oro dal Brasile) non fu difficile per gli Alleati indurre re Pietro II a siglare il trattato di Methuen nel maggio del 1703 ed entrare a far parte dell'Alleanza. Una volta che Pietro II entrò ufficialmente in guerra, la flotta alleata ottenne l'uso dei porti portoghesi, in particolare di quello di Lisbona. In cambio per la sua alleanza, Pietro II chiese supporto militare e finanziario nonché concessioni territoriali dalla Spagna; egli chiese inoltre all'alleanza di inviare a Lisbona il figlio minore dell'imperatore Leopoldo I, l'arciduca Carlo - candidato degli alleati al trono spagnolo - per dimostrare il loro supporto alla causa. Noto tra i suoi sostenitori come Carlo III di Spagna, il giovane pretendente giunse a Lisbona - via Londra - con la flotta di George Rooke il 7 marzo 1704, con grandi festeggiamenti.
Malgrado il tentativo fallito degli alleati alla Battaglia di Cadice del 1702, ed il successivo attacco della flotta tesoriera spagnola alla Baia di Vigo, la guerra era ancora lontana e limitata per ora ai Paesi Bassi ed all'Italia. Col cambio di alleanza del Portogallo, ad ogni modo, la guerra si spostò verso la Spagna. Nel maggio del 1704 la corte di Lisbona ricevette la notizia che le truppe spagnole e francesi avevano attraversato la frontiera portoghese. Quest'armata di circa 26 000 uomini al comando di Filippo V e del duca di Berwick ottenne diverse vittorie al confine: Salvaterra cadde l'8 maggio, Penha Garcia l'11 maggio, e Filippo V personalmente volle presenziare alla presa di Castelo Branco del 23 maggio, oltre a quando Tserclaes prese Portalegre l'8 giugno. Senza sostegno alle loro proprie data la lontananza dai propri accampamenti di base e con la prospettiva dell'arrivo di una calda estate che avrebbe reso difficoltoso il proseguire la campagna, Filippo V decise di tornare a Madrid il 16 luglio. Ad ogni modo, il caldo non ebbe effetti sulla guerra marina dove l'Alleanza era in posizione di forza.

## Preludio

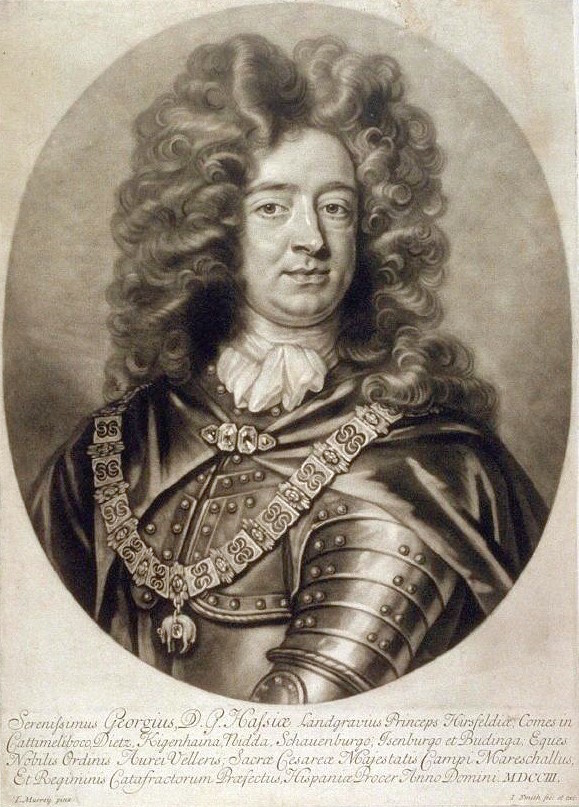
Il principe Giorgio d'Assia-Darmstadt (1670–1705). Il principe Giorgio fu il rappresentante imperiale nella Penisola iberica e comandante nominale delle forze anglo-olandesi

Utilizzando Lisbona come improvvisata base militare per la flotta anglo-olandese, l'ammiraglio Rooke si avventurò nel Mediterraneo nel maggio del 1704. Dopo aver assicurato alla salvezza la Compagnia del Levante tramite lo Stretto di Gibilterra, Rooke tornò verso Nizza per mettersi in contatto con Vittorio Amedeo II di Savoia. La Grande Alleanza aveva pianificato un attacco navale alla base di Tolone assieme all'esercito savoiardo ed ai ribelli di Cévennes; ma con Vittorio Amedeo impegnato nella difesa della sua capitale Torino dalle forze francesi, la spedizione di Tolone venne abbandonata e Rooke salpò alla volta della capitale della Catalogna, Barcellona.
Ad accompagnare Rooke vi era il principe Giorgio d'Assia-Darmstadt, che si era guadagnato popolarità tra i catalani come loro governatore durante la guerra dei Nove anni. Il principe era un grande sostenitore del piano di Barcellona, mettendosi in contatto coi dissidenti della Catalogna e contando sull'arrivo della flotta per incoraggiare una rivolta a favore di Carlo III. Il 30 maggio, sotto copertura delle cannoniere, il principe Giorgio sbarcò con 1 200 marinai inglesi e 400 olandesi; ma il governatore di Barcellona, don Francisco de Velasco, aveva cercato di mantenere gli elementi della città dalla parte di Filippo V. Gli ultimatum inviati a Velesco per arrendersi o affrontare un bombardamento a tappeto vennero tutti ignorati, ed i piani per smuovere una rivolta cittadina entro le mura della città fallì. Rooke, temendo un attacco dallo squadrone francese, era impaziente di partire. Il principe Giorgio poté fare ben poco se non ordinare ai sostenitori locali di Carlo III - un centinaio in tutto - di fare ritorno alle loro case. I marines si imbarcarono il 1º giugno senza perdite.
Nel frattempo il conte di Tolosa, uno dei figli illegittimi di Luigi XIV, stava salpando alla volta dello Stretto con la sua flotta proveniente da Brest. Notizie a Lisbona di manovre francesi raggiunsero Rooke il 5 giugno. Determinato ad evitare il ricongiungimento della flotta di Tolone con quella di Brest, Rooke decise di arrischiarsi a sostenere uno scontro. Ad ogni modo, riuscendo a sfuggire alle navi anglo-olandesi di Rooke, la flotta francese giunse salva a Tolone; il conte di Tolosa venne nominato comandante della flotta francese allargata, nota col nome di "Grande Flotta di Francia". Rooke non poté così avvicinarsi ai forti di Tolone né arrischiarsi a combattere contro una flotta tanto grande e tanto lontana da un porto per lui sicuro dove eventualmente rifugiarsi, e pertanto tornò allo Stretto dove venne raggiunto da uno squadrone inglese al comando di Cloudesley Shovell che pose gli Alleati in equità numerica nei confronti dei francesi.
Rooke incontrò Shovell il 27 giugno a Lagos. Pietro II e Carlo III fecero sapere da Lisbona di essere interessati ad un nuovo tentativo di attacco su Cadice. Methuen credeva che il luogo fosse senza guarnigione e quindi facile da conquistare, ma gli ammiragli della flotta rimasero scettici su tutto ciò, in particolare ricordando il disastro di due anni prima nello stesso punto. Cadice, ad ogni modo, non era l'unico potenziale obbiettivo. A Tetuan, sulla costa berbera, Rooke convocò un consiglio di guerra a bordo della propria nave ammiraglia discutendo della possibilità di compiacere la richiesta dei due sovrani e salvare nel contempo la loro reputazione. Il 28 luglio i comandanti dell'Alleanza considerarono infine la proposta del principe Giorgio, ora comandante in capo delle forze nella penisola, di attaccare Gibilterra.
L'idea di attaccare Gibilterra era un vecchio progetto. La "rocca" aveva attirato l'attenzione già di Oliver Cromwell, e poi di Guglielmo III e della regina Anna come interessanti per l'Inghilterra. I Mori già in precedenza avevano posto interesse nella rocca e nel suo castello le cui rovine ancora oggi possono essere ammirate in loco. L'imperatore Carlo V compì diversi lavori alle fortificazioni, ma non sfruttò molto questa importante roccaforte. Gibilterra infatti aveva poco commercio e un piccolo porto non protetto - infatti all'epoca non si proponeva di porre una flotta stabile in presso la fortezza.

## La battaglia

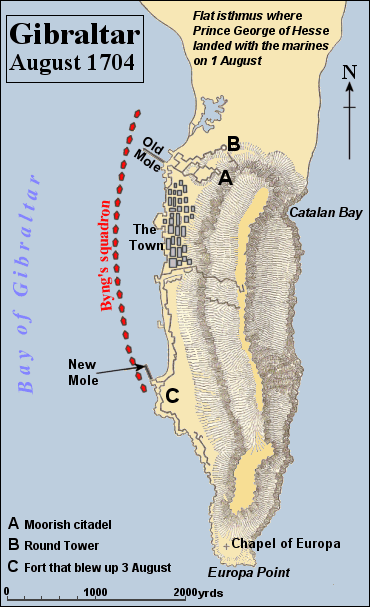
Attacco a Gibilterra del 1–3 agosto 1704. Il principe Giorgio d'Assia entrò nel villaggio il 6 agosto in nome di Carlo III ma l'effettivo controllo passò poi agli inglesi.

La flotta della Grande Alleanza si spostò da Tetuan il 30 luglio; dal 1 agosto Rooke, ponendo la propria bandiera sulla HMS Royal Katherine, rimase all'entrata della baia mentre lo squadrone dell'ammiraglio George Byng (16 navi inglesi e 6 olandesi al comando del contrammiraglio Paulus van der Dussen) si ancorò all'interno, allineandosi alle linee difensive tra il Vecchio ed il Nuovo molo. Il consiglio di guerra aveva deciso che il principe Giorgio sarebbe sbarcato con 1800 soldati inglesi e olandesi sull'istmo sotto la copertura di un pesante bombardamento. I marines sbarcarono sul capo della baia, senza incontrare resistenza se non un piccolo compartimento di cavalleria. I soldati separarono Gibilterra dall'interno del territorio mentre i nemici si dispersero nelle vicine colline dal fuoco di due navi ad est della rocca.
Il principe Giorgio invitò il governatore, don Diego de Salinas, ad arrendersi in nome di Carlo III, ma egli si rifiutò di arrendersi rinnovando la propria fedeltà alla causa di Filippo V. Pur essendo determinato a resistere, il governatore sapeva di non avere i mezzi per farlo: le sue richieste di rinforzi militari e di rifornimenti erano stati sempre vani. Dal suo stesso resoconto della battaglia, don Diego non aveva "più di cinquantasei uomini dei quali poco più di trenta erano abili al servizio otre ad un centinaio di miliziani civili in tal guisa acconciati che prima ancora che essa [la flotta alleata] potesse giungere, iniziarono a fuggire". Inoltre, egli disponeva di 100 cannoni di svariate tipologie ma alcuni andavano riparati, mentre altri non avevano cannonieri per spararli.
Il 2 agosto si giunse ai preliminari della battaglia. Don Diego, che nelle parole di Trevelyan era pronto a "morire da gentiluomo", inviò ai nemici l'invito ad arrendersi. Lo squadrone di Byng si pose al fianco del capitano William Jumper a bordo della HMS Lenox presso il Nuovo molo. Queste operazioni vennero condotte in un regime di calma piatta, interrotta solo da alcuni spari provenienti dalle batterie d'artiglieria spagnole. A mezzanotte il capitano Edward Whitaker della Dorsetshire guidò un'azione contro una nave privata ancorata al Vecchio molo che aveva iniziato a sparare ai marines sull'istmo.

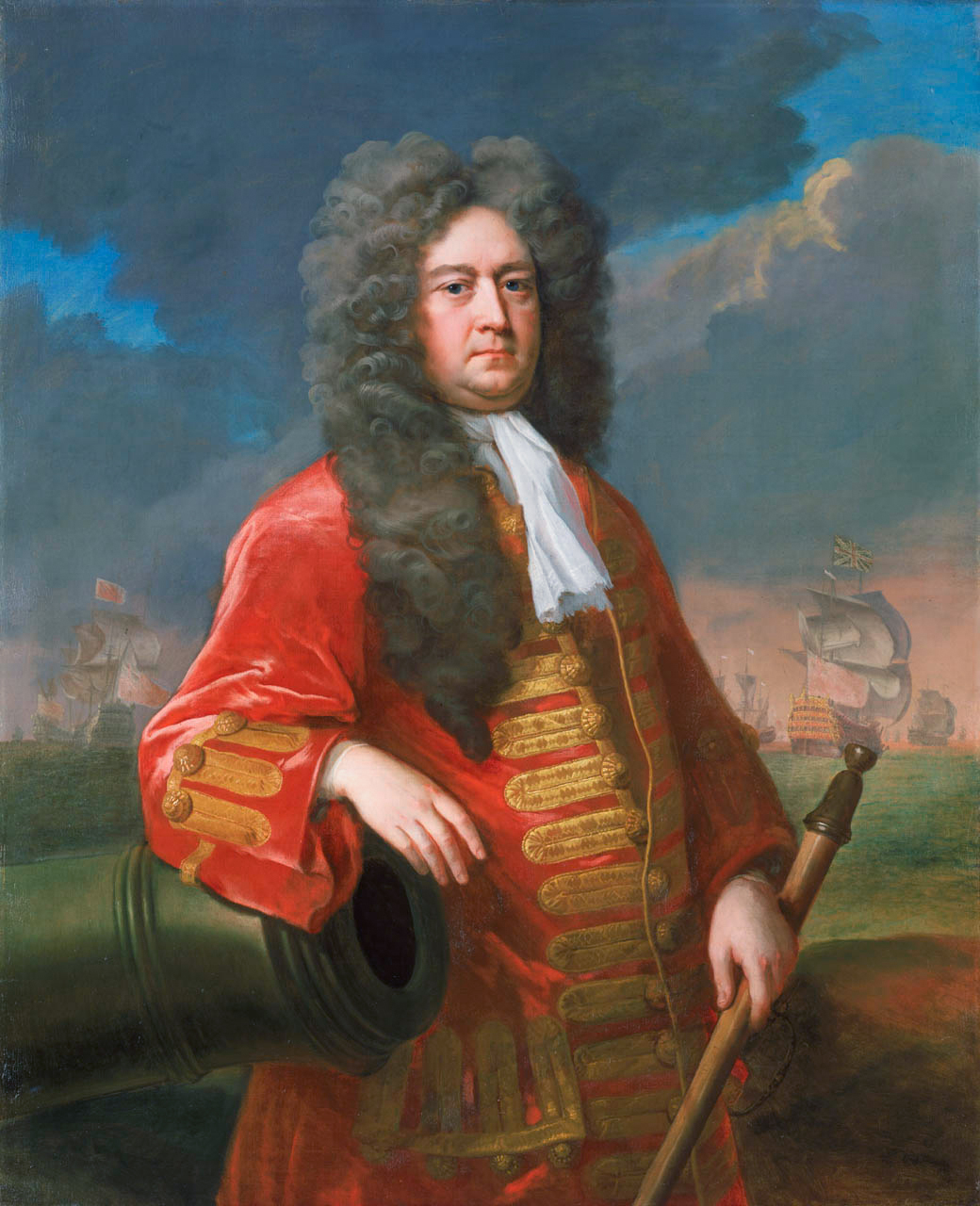
L'ammiraglio George Rooke (1650–1709) in un dipinto di Michael Dahl.

Alle 5:00 del mattino successivo, il 3 agosto, lo squadrone di Byng di 22 navi sparò i primi colpi contro le mura del forte. In tutto l'attacco vennero sparati 10 000 colpi, ma il danno provocato alle costruzioni fu minimo, per quanto tale attacco dovette essere condotto velocemente prima di un possibile attacco francese. Il capitano Whitaker ricoprì le funzioni di aiutante di campo di Byng, passando le sue istruzioni nave per nave, incluso l'ordine finale del cessate il fuoco sei ore dopo che l'attacco era iniziato. Quando del fumo si levò dal molo sud dove si trovava il capitano Jumper si comprese come il molo fosse stato preso. I difensori del forte sembravano aver abbandonato le loro posizioni e Whitaker con Jumper si accordarono per sbarcare senza opposizione. Rooke accondiscese alla richiesta di attacco e la flottiglia sbarcò presso il nuovo molo.

### Lo sbarco
Quando la Grande Alleanza si stava preparando all'assalto, i sacerdoti, le donne e i bambini che si erano rifugiati nella cappella a Punta de Europa nella parte sud della penisola di Gibilterra, iniziarono a ritornare verso i loro villaggi. Una nave inglese sparò un colpo di avvertimento sulla colonna civile costringendoli ad accelerare il passo, ma il colpo venne frainteso dal resto della flotta come un segnale di ripresa del fuoco e ricominciò il bombardamento e sotto copertura di questi colpi ebbe inizio lo sbarco.
La maggior parte dei marinai scalò la scogliera sino a raggiungere l'indifeso Nuovo Molo; qui, a causa di un incidente o per intento doloso, saltò in aria il magazzino del forte. Secondo Trevelyan in molti si erano dimenticati del fatto che ivi potesse aver sede una polveriera. Qualunque sia stata la causa dell'esplosione, nell'incidente gli Alleati persero 100-200 uomini. Per qualche momento fu il panico generale per i sopravvissuti che credevano che il nemico avesse riservato una qualche trappola a partire da quel disastro. In molti si precipitarono verso le navi, ma al momento più critico il capitano Whitaker giunse con nuovi rinforzi. Lo sbarco venne supportato da un gran numero di volontari catalani, motivo per cui uno dei punti principali di Gibilterra, Catalan Bay, porta il nome ancora oggi. Nel giro di pochi minuti gli attaccanti si erano ripresi ed avevano proceduto verso nord verso le aree desertiche di Gibilterra. Arrivando nei pressi delle mura della città erette da Carlo V, Whitaker fermò i suoi marinai ed issò la Union Flag in un bastione.
Byng sbarcò quindi con diverse centinaia di uomini. Il villaggio venne investito da sud, aiutati dal nord dalle forze più rilevanti al comando del principe Giorgio. Nel frattempo, parte delle donne e dei bambini che erano rimasti ad Punta de Europa vennero catturati dai marinai inglesi. Rooke aveva dato ordine che i prigionieri non fossero maltrattati, ma il desiderio di riprendere questi prigionieri fu proprio uno dei punti che indussero i difensori alla resistenza. Vedendo che tutto ormai era perduto don Diego si accordò per aver salva la vita e le proprietà dei sopravvissuti. Secondo i termini della capitolazione, i sudditi francesi vennero tutti fatti prigionieri, mentre tutti gli spagnoli che avessero giurato fedeltà a Carlo III come re di Spagna avrebbero potuto rimanere nel villaggio con tutte le loro garanzie. Ad ogni modo, ad eccezione di alcune famiglie spagnole che partirono verso l'entroterra, molti si spostarono poi a San Roque. Altri si spostarono ad Algeciras, Jerez e Ronda.

## Termini della resa
Termini della resa siglati dal Governatore di Gibilterra, Diego de Salinas, per conto del Consiglio cittadino:
Gli ufficiali ed il soldati ottengano di poter marciare fuori dalla città coi loro bagagli; che gli ufficiali, i magistrati ed i gentiluomini possano prendere i loro cavalli e che per quelli senza bagaglio che scegliessero di partire via mare sia provvisto un vascello per lo scopo.

ARTICOLO II.

Siano portati via tre cannoni di bronzo assieme a dodici palle di cannone per ciascun cannone.

ARTICOLO III.

Siano provvisti rifornimenti di pane, carne e vino per sei giorni di marcia.

ARTICOLO IV.

I ripostigli contenenti i bagagli degli ufficiali, dei magistrati e dei gentiluomini non siano esaminati. La guarnigione marcerà per tre giorni: gli effetti che non possano essere trasportati rimangano al loro posto per essere inviati successivamente come conviene senza ostruzioni.

ARTICOLO V.

Agli abitanti, ai soldati ed agli ufficiali che scegliessero di rimanere a Gibilterra, siano concessi i medesimi privilegi che avevano all'epoca di Carlo II; la religione e tutti i tribunali siano mantenuti intatti e senza alterazioni, ma saranno obbligati a giurare fedeltà a Sua Maestà Carlo III come legittimo signore e re.

ARTICOLO VI.

Tutte le polveriere siano mantenuti, così come tutte le armi presenti, ma messe al servizio della difesa della città.

ARTICOLO VII.

I francesi e tutti i sudditi di Sua Maestà Cattolica saranno esclusi dai termini di questa capitolazione. Essi rimarranno identificati come prigionieri di guerra, e tutte le loro proprietà saranno a messe a disposizione dei conquistatori.»
(Giorgio, langravio d'Assia)

## Conseguenze

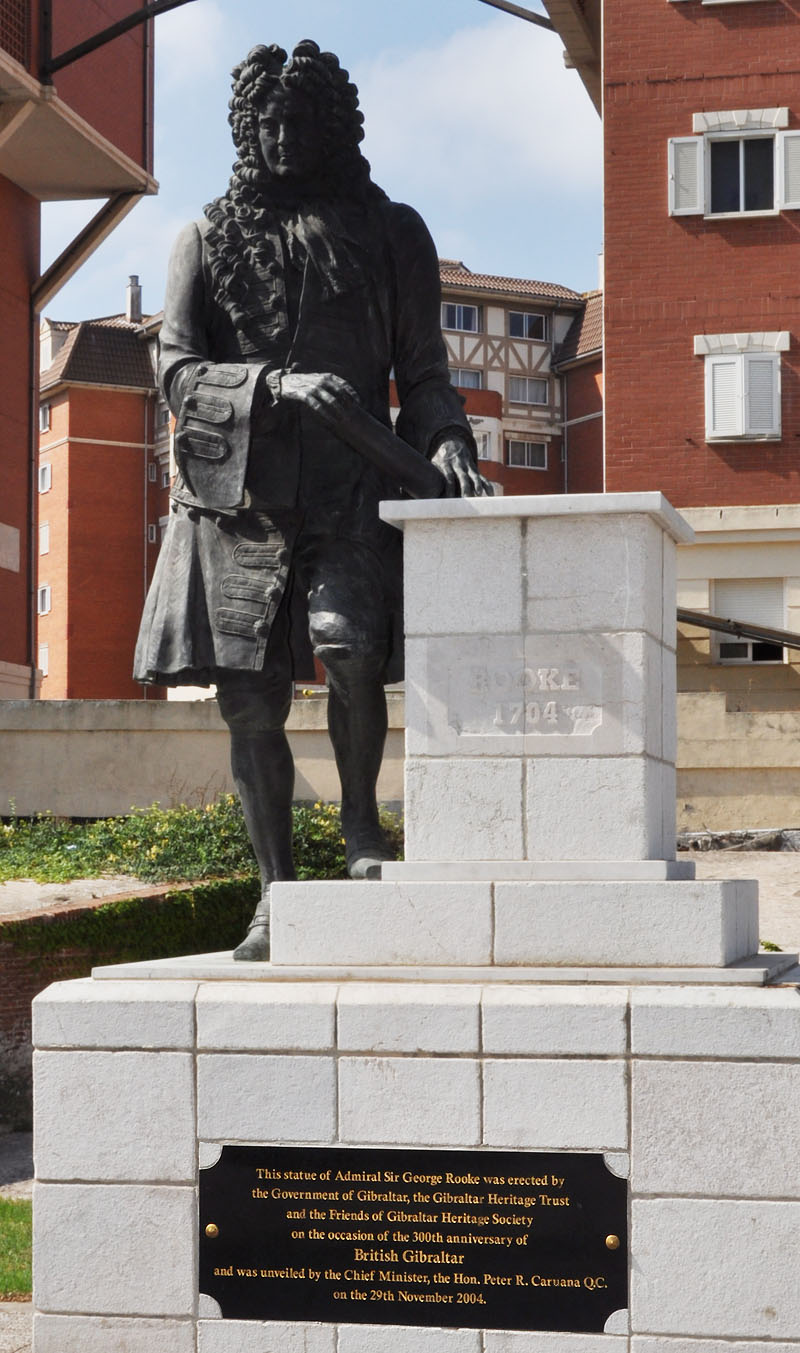
Statua a sir George Rooke, eretta a Gibilterra nel 2004 per celebrare i 300 anni del governo britannico sulla penisola.

Gran parte degli abitanti, dopo la conquista di Gibilterra da parte degli inglesi, scelse di lasciare definitivamente la penisola, dietro la promessa dei sacerdoti locali che gli spagnoli presto l'avrebbero riconquistata. Rooke aveva ben presente quanto accaduto a Cadice e non voleva che esso si ripetesse a Gibilterra, ma il tesoro del Santuario di Nostra Signora d'Europa e tutte le chiese locali vennero saccheggiate, oltre a molte case private. La condotta degli alleati spinse gli spagnoli a considerarli "eretici". Il principe Giorgio fu il primo a lamentarsi di questa condotta, di cui si risentì anche l'ammiraglio Byng. Rooke scrisse in madrepatria che gli spagnoli erano così esasperati dallo scontro con gli alleati, che "i prigionieri che fecero venivano presi così barbaramente al pari dei Mori".
La presa di Gibilterra, ad ogni modo, venne riconosciuta come un grande successo dalla corte di Lisbona per tutti gli interessi commerciali nel Mediterraneo. Un mese dopo la sua cattura, il Segretario di Stato inglese sir Charles Hedges descrisse il sito come "di grande interesse per noi [inglesi] per assicurare il nostro commercio e l'interruzione di quello del nemico". Con la marina inglese ancorata allo Stretto, i pirati mori delle coste della Berberia divennero riluttanti ad attaccare le navi dei mercanti inglesi, e anzi si allearono con la Royal Navy. L'uso di Gibilterra come porto di uso immediato fu comunque limitato all'epoca, ed i ministri stessi pensarono di non potervi alloggiare più di una guarnigione di uomini per la sua sicurezza. John Methuen raccomandò almeno l'invio di una guarnigione fresca. Gibilterra era presidiata da truppe inglesi ed era un possedimento inglese a tutti gli effetti, anche se de facto essa era stata conquistata in nome di Carlo III. Un anno dopo, il candidato austriaco al trono spagnolo scriveva alla regina Anna d'Inghilterra per sapere le condizioni de “Ma ville de Gibraltar”. Con l'ascesa poi dei Borboni sul trono spagnolo di Madrid, la difficoltà del mantenimento del presidio di Gibilterra non fu solo militare, ma anche politica.
La flotta alleata ritornò nelle acque di Tetuan. Prima che altri ordini giungessero da Lisbona, giunse la notizia che la Grande Flotta francese al comando del conte di Tolosa si stava avvicinando per riprendere il sito. La conseguenza fu il combattimento della battaglia di Malaga del 24 agosto; successivamente, francesi e spagnoli assediarono nuovamente il sito, difeso sempre da una piccola guarnigione di marinai, marines e soldati. Questo contro-tentativo fallì e con la firma del Trattato di Utrecht del 1713 l'Inghilterra ottenne anche formalmente il controllo di Gibilterra, che venne compresa nei Territori britannici d'oltremare.